# 橡树城 (犹他州)
橡树城（英文：Oak City），是美国犹他州米勒德县下属的一座城市。建市于 1868年，面积大约为0.92平方英里（2.4平方公里），海拔约为5,112英尺（1,558米）。根据2010年美国人口普查，该市有人口578人。